# Шапорин, Юрий Александрович
Ю́рий (Гео́ргий) Алекса́ндрович Шапо́рин (27 октября [8 ноября] 1887, Глухов — 9 декабря 1966, Москва) — русский советский композитор, дирижёр, музыкальный педагог, общественный деятель. Народный артист СССР (1954). Лауреат трёх Сталинских премий (1941, 1946, 1952).

## Биография
Родился в Глухове (ныне Сумская область, Украина) в семье художника.
В детстве учился игре на виолончели, играл в оркестре Глуховской мужской гимназии, сочинял небольшие салонные пьесы. В гимназии учился вместе с будущим известным учёным-механиком М. М. Филоненко-Бородичем.
По указанию отца в 1906 году поступил на юридический факультет Киевского университета, но, серьёзно заинтересовавшись музыкой, начал также брать уроки теории и композиции у Г. Л. Любомирского. Два года спустя, по рекомендации известного композитора Н. В. Лысенко, приехал в Санкт-Петербург, где поступил на юридический факультет Санкт-Петербургского университета и одновременно пытался поступить в Санкт-Петербургскую консерваторию, однако это ему удалось лишь в 1913 году, уже по окончании университета. Учился в классах композиции Н. А. Соколова, оркестровки М. О. Штейнберга и чтения партитур Н. Н. Черепнина. В консерваторские годы у него сформировался самобытный композиторский стиль, испытавший влияние русской классической школы, в особенности, Н. А. Римского-Корсакова.
Окончив консерваторию в 1918 году, стал активным участником музыкальной жизни послереволюционного Петрограда. Год спустя вместе с А. В. Луначарским, А. А. Блоком и М. Горьким принял участие в организации Большого драматического театра (БДТ) и работал в нём в качестве музыкального руководителя и дирижёра до 1928 года (в 1921—1922 годах — в Народном театре драмы в Петрозаводске выступал также как дирижёр в симфонических концертах), а затем, вплоть до 1934 года — в Ленинградском театре драмы им. А. С. Пушкина (ныне Александринский театр), где писал музыку к многочисленным спектаклям по произведениям А. Н. Толстого, А. А. Блока, Е. И. Замятина, В. В. Маяковского, К. А. Федина, М. Горького и других отечественных и зарубежных авторов, продолжая одновременно тесно сотрудничать и с БДТ.
В первой половине 1920-х годов руководил музыкальной частью театра «Вольная комедия».
К середине 1920-х годов относится знакомство композитора с ведущими представителями ленинградской музыкальной общественности, в том числе с Б. В. Асафьевым, с которым они вместе состояли в Ленинградском отделении Ассоциации современной музыки (АСМ), пропагандировавшей профессионализм, эксперименты и интерес к современным западным течениям в искусстве. В 1926—1930 годах — председатель отделения АСМ, в 1924—1932 — член правления Драмсоюза. В этот период композитор пишет ряд инструментальных сочинений, среди которых — две фортепианных сонаты и оркестровая сюита «Блоха». После распада АСМ в 1930 году многие бывшие её участники (в том числе и Шапорин) вошли в состав Ленинградского отделения Союза композиторов СССР, где в 1932—1936 годах был заместителем председателя правления.
Большинство крупных сочинений, начатых композитором в это время, оставались неоконченными в течение многих лет. Примером может служить одна из самых известных его работ — единственная опера «Декабристы», которую он начал писать в 1920 году, а окончил лишь в 1953 году. Был одной из крупнейших фигур молодого советского театра, выступая не только в качестве композитора, но и дирижёра на представлениях.
С 1935 года жил в Клину, с 1936 — в Москве. Совместно с М. Горьким планировал создать оперу по роману «Мать», однако смерть писателя в 1936 году помешала этому замыслу. Сотрудничал с Театром им. Е. Б. Вахтангова (1935—1936), Малым театром (1944—1945), МХАТ им. М. Горького (1947, 1953) и др.
С 1939 года преподавал в Московской консерватории им. П. И. Чайковского (с 1939 — профессор класса инструментовки, с 1945 — композиции, в 1948—1949 — заведующий кафедрой композиции). Среди его учеников — Е. Ф. Светланов, А. М. Волконский, Р. К. Щедрин, Э. Н. Артемьев и другие известные музыканты.
В течение 1925—1936 годов работал в музыкальном издательстве «Тритон», многократно избираясь председателем его правления. Некоторые его сочинения были напечатаны в «Тритоне», например, романс «О чём ты воешь, ветр ночной».
В 1941—1942 годах руководил ансамблем красноармейской песни и пляски в Нальчике, затем в Тбилиси. Находясь в эвакуации в Тбилиси, создал симфонические сюиты из своей музыки к фильмам «Минин и Пожарский», «Суворов» и «Кутузов», в послевоенные годы — обратился к вокальной музыке. После окончания и первой постановки в 1953 году оперы «Декабристы» композитор стал сочинять значительно меньше, отдавая предпочтение преподаванию и музыкальной критике.
С 1939 года — член оргкомитета, с 1948 — член правления, в 1952—1966 годах — секретарь Союза композиторов СССР. Член Советского Комитета защиты мира с 1955 года.
В 1948 представлял советское музыкальное искусство на Международном съезде композиторов и музыкальных деятелей в Праге.
В 1969 году был выпущен в печать сборник критических работ композитора («Избранные статьи»).
Умер 9 декабря 1966 года в Москве. Похоронен на Новодевичьем кладбище (участок № 6; надгробие — скульптор Д. М. Шаховской, архитектор В. М. Новосадов).

### Личная жизнь
- Отец — Александр Павлович Шапорин, художник.
- Мать — Марианна Владимировна Шапорина (Туманская), пианистка.
- Сестра — Ольга Александровна Гильдунина (Шапорина)[7].
- Первая жена (с 1914) — Любовь Васильевна Шапорина (урождённая Яковлева, 1879—1967), театральный деятель, художница, переводчица, мемуаристка. Описанию личной жизни композитора отводится обширное место в её дневниках. В них утверждается, что он ушёл из семьи и от своих детей. Юрий так и не развёлся с ней. Она не настаивала: ей это давало некоторые преимущества, а Шапорин не делал этого, видимо, по причине своей знаменитой «безалаберности»[8].
  - Сын — Василий Юрьевич Шапорин (1915—1989), театральный художник.
  - Дочь — Елена Юрьевна Шапорина (Алёнушка) (1921—1932).
- Вторая жена — Александра Фёдоровна Шапорина (урождённая Киселёва, 1907—1987).
  - Сын — Александр Георгиевич Шапорин (1934—2006), кино- и телеоператор.
  - Сын — Ростислав Георгиевич Шапорин (1938—2013), телережиссёр.

## Творчество
Стиль композитора, основанный на традициях русской классической музыки, сочетает в себе как высокий патриотический пафос и масштабность художественных решений, так и утончённый лиризм. Важное место в творчестве занимают крупные вокально-симфонические произведения: симфония-кантата «На поле Куликовом», оратории «Сказание о битве за Русскую землю» и «Доколе коршуну кружить?».

### Основные сочинения
- Опера «Декабристы» (1920—1953) (либретто В. А. Рождественского по мотивам либретто «Полина Гёбль» А. Н. Толстого и П. Е. Щёголева, 1925) (Постановки: Ленинград, ЛАТОБ им. С. М. Кирова (премьера, 1-й редакции, «Полина Гебль» — 14 декабря 1925); Москва, ГАБТ (премьера 2-й редакции, «Декабристы» — 23 июня 1953, дирижёр — А. Ш. Мелик-Пашаев); Ленинград, ЛАТОБ им. С. М. Кирова, (премьера 2-й редакции, «Декабристы» — 4 июля 1953, дирижёр — Б. Э. Хайкин); Прага (1957); Острава (1958)).

Вокально-симфонические произведения
- «На поле Куликовом», симфония-кантата для голосов, хора и оркестра (по А. А. Блоку, 1918—1939)
- «Сказание о битве за Русскую землю», оратория для голосов, хора и оркестра (стихи К. М. Симонова и других поэтов, 1943—1944)
- «К Чаадаеву», кантата для тенора, хора и оркестра (слова А. С. Пушкина, 1949)
- «Доколе коршуну кружить?», оратория для голосов, хора и оркестра (по А. А. Блоку, 1945—1947, вторая редакция — 1963)

Оркестровые произведения
- «Блоха», комическая сюита (по Н. С. Лескову, 1928)
- Симфония для хора, фортепиано, симфонического и духового оркестров (на стихи В. В. Маяковского, 1928—1933)

Камерные вокальные сочинения
- Циклы романсов на стихи Е. И. Замятина, Ф. И. Тютчева (6 романсов, 1921; «Память сердца», 1958), А. С. Пушкина (5 романсов, в том числе «Заклинание», посвящённого памяти дочери, «К морю» «Под небом голубым», 1934—1937), А. А. Блока (цикл «Далёкая юность», 1939) и др.
- Элегии (1945), Из лирической тетради (1947), 10 романсов на слова советских поэтов (1948), Элегии и романсы (1959)

Сочинения для голоса с оркестром
- баллады: «Кондор» (фантазия, слова И. А. Бунина, 1917), «Гаральд Свенгольм» (слова А. К. Толстого) и «Матьяш Губец» (перевод с болгарского; все 1915)
- «Песни Жар-птицы» (с инструментальным септетом, слова Е. Я. Данько, 1924)

Сочинения для фортепиано
- Три сонаты (1924, 1926, 1966, не окончена)
- Скерцо (1934), Пассакалья (1934), Баллада (1959)

Сочинения для фортепиано и виолончели
- 5 пьес (1959)

Другое
- Музыка к кинофильмам, театральным постановкам (более 80): «Много шума из ничего» (1919, БДТ), «Король Лир» (1920, БДТ), «Двенадцатая ночь» (1921), «Комедия ошибок», «Сэр Джон Фальстаф» У. Шекспира, «Разбойники» Ф. Шиллера (1919, БДТ), «Женитьба Фигаро» П. Бомарше, «Тартюф» Мольера (1921), «Сарданапал» Дж. Байрона, «Соломенная шляпка» Э. Лабиша и Марк-Мишеля, «Цезарь и Клеопатра» Б. Шоу (1923), «Горе от ума» A. C. Грибоедова, «Борис Годунов» А. С. Пушкина, «Царь Фёдор Иоаннович» А. К. Толстого (1925), «Блоха» Е. И. Замятина (1926, БДТ), «Любовь Яровая» К. А. Тренёва (1927, БДТ), «Штурм Перекопа» А. Ф. Мокина и В. А. Трахтенберга (1927, ЛАТОБ им. С. М. Кирова), «Аристократы» Н. Ф. Погодина (Театр имени Е. Б. Вахтангова, 1935), «Горе-злосчастье» по С. Я. Маршаку (1941), «Иван Грозный» (1944), «Изгнание блудного беса» А. Н. Толстого, Бронепоезд 14-69" (1927, Ленинградский театр драмы им. А. С. Пушкина), «Ломоносов» (1953) Вс. В. Иванова и др.

### Фильмография
- 1933 — Дезертир
- 1934 — Три песни о Ленине
- 1936 — Заключённые
- 1938 — Победа
- 1939 — Честь
- 1939 — Минин и Пожарский
- 1940 — Суворов
- 1943 — Кутузов

Архивные кадры
- 1968 — Сказание о русской земле (документальный)

## Награды и звания
- Заслуженный деятель искусств РСФСР (1944)
- Народный артист РСФСР (1947)
- Народный артист СССР (1954)
- Сталинская премия первой степени (1941) — за симфонию-кантату «На поле Куликовом»[9]
- Сталинская премия первой степени (1946) — за ораторию «Сказание о битве за Русскую землю»
- Сталинская премия второй степени (1952) — за романсы «Под небом голубым», «Заклинание», «Осенний праздник», «Под вечер примолкла война» и обработки народных песен «Ничто в полюшке не колышется», «Бурлацкая песня», «Не одна во поле дороженька»
- Государственная премия РСФСР имени М. И. Глинки (1966) — за оперу «Декабристы» (1953) и ораторию «Доколе коршуну кружить?»
- Два ордена Ленина (1957, 1966)
- Орден Трудового Красного Знамени (1943)
- Орден Красной Звезды (1944)
- Медаль «За доблестный труд в Великой Отечественной войне 1941—1945 гг.»
- Медаль «В память 800-летия Москвы»